# Polizeimuseum Essen
Das Polizeimuseum an der Theodor-Althoff-Str. 4 in Essen-Schuir, nahe der ehemaligen Polizeikaserne, bietet eine Sammlung zur Polizeigeschichte. Es wurde im März 2010 eröffnet. Träger ist die International Police Association, Verbindungsstelle Essen.

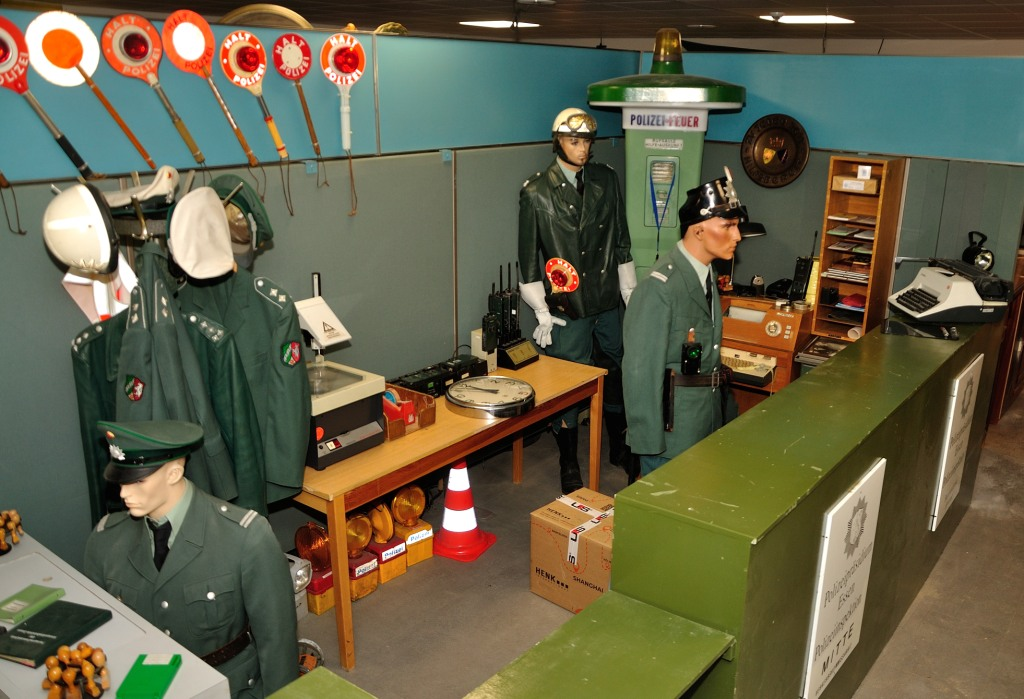

Zu den rund 5000 Exponaten zählen „Verbrecheralben“, Spurensicherungskoffer, Pickelhauben und Polizeimützen aus der ganzen Welt,  sowie zwei nachgebildete Polizeiwachen aus zwei Epochen.
Das Museum wurde 2020 wegen Umzugs und Corona vorübergehend geschlossen. Die Wiedereröffnung ist für den 19. August 2022 vorgesehen. Führungen kleinerer Gruppen nach Anmeldung sind möglich.